# North Palm Beach
North Palm Beach é uma aldeia localizada no estado americano da Flórida, no condado de Palm Beach. Foi incorporada em 1956.

## Geografia
De acordo com o United States Census Bureau, a aldeia tem uma área de 15 km², onde 9,3 km² estão cobertos por terra e 5,7 km² por água.

### Localidades na vizinhança
O diagrama seguinte representa as localidades num raio de 8 km ao redor de North Palm Beach.

## Demografia
Segundo o censo nacional de 2010, a sua população é de 12 015 habitantes e sua densidade populacional é de 1 292,21 hab/km². Possui 7 710 residências, que resulta em uma densidade de 829,21 residências/km².